# Vasile Spiridon
Vasile Spiridon s-a născut la 14 februarie 1958, în Căciulești – Girov, județul Neamț. Este un scriitor român, membru în Uniunea Scriitorilor din România.

## Biografie
Debut publicistic: în „S.L.A.S.T.“, nr. 26/01.07.1989, cu eseul critic Heliotropul soarelui negru la Eminescu și Nerval, debut editorial cu volumul de eseuri critice Cuprinderi, București, Editura ALL, 1993.

## Cărți publicate
- Cuprinderi (eseuri critice), București, Ed. ALL, 1993
- Nichita Stănescu. Monografie, Brașov, Ed. Aula, 2003
- Viziunile învinsului de profesie Nichita (Cosmicitate în lirica stănesciană), Iași, Ed. Timpul, 2003
- Perna cu ace, I (Din vremea obsedantului deceniu), Iași, Ed. Timpul, 2004
- Gellu Naum. Monografie, Brașov, Ed. Aula, 2005
- Înscrierea pe orbită. O cronică a prozei contemporane, Iași, Ed. Timpul, 2008
- Apărarea și ilustrarea poeziei, Iași, Ed. Timpul, 2008
- La mijloc de Rău și Bun. Identitate spirituală românească, în diacronie, Iași, Ed. Timpul, 2009.

## Premii literare
- Premiul I, al Uniunii Scriitorilor din România, la Concursul național de poezie și interpretare critică a operei eminesciene „Porni Luceafărul…“ (Botoșani, 1991);
- Premiul pentru critică al revistei „Poesis“, pe anul 1992 (Satu-Mare);
- Premiul pentru critică al revistei „Luceafărul“, pe anul 1992 (București);
- Premiul pentru debut editorial, al revistei „Poesis“, pe anul 1993 (Satu-Mare);
- Premiul pentru critică la Festivalul internațional de poezie EMIA (Deva, 2003);
- Premiul pentru Critică al revistei „Convorbiri literare“ pe anul 2005 (Iași);
- Premiul revistei „Hyperion“ pentru volumul Perna cu ace, I (Botosani, 2005);
- Premiul Asociației Teatrului Folcloric din România și Republica Moldova (Piatra-Neamț, 2005);
- Premiul pentru Istorie, Teorie și Critică literară pentru volumul Perna cu ace, I, la Salonul internațional de Carte de la Constanța (2005);
- Premiul pentru Critică la Festivalul internațional „Serile de Literatură ale revistei Antares“, Galați – Brăila, pentru volumul Gellu Naum. Monografie;
- Premiul pentru Critică și istorie literară al revistei „Ateneu“, pe anul 2006; „Trofeul Nichita Stănescu“, pentru contribuția la afirmarea artei, culturii românești și sprijinul acordat acțiunilor legate de păstrarea memoriei poetului (Ploiești, 2007).
- Premiul pentru Critică la Festivalul internațional „Serile de Literatură ale revistei Antares“ (Galați–Brăila, 2007);
- Premiul „Balcanica“ pentru Critică literară la Festivalul poeților din Balcani (Brăila, 2007).
- Premiul pentru Critică literară „Alexandru Dan Condeescu“, al Asociației Publicațiilor Literare și Editurilor din România, pe anul 2006 (Câmpina, 2007);
- Premiul revistei „Porto Franco“ pentru Critică și istorie literară „George Ivașcu“, pe anul 2008 (Galați, 2008), precum și Medalia jubiliară a Festivalului Național de Poezie „Nicolae Labiș“ – Ediția a XL-a (Suceava – Mălini).

## Activitate literară
- Studii, eseuri, cronici literare, recenzii, articole, traduceri (din limba franceză) în cele mai importante reviste literare din țară (aproape 700 de apariții publicistice): „Ateneu“, „Convorbiri literare“, „Hyperion“, „Antiteze“, „Poesis“, „Porto Franco“, „Viața românească“, „Luceafărul“, „Familia“, „Vatra“, „Zburătorul“, „Cronica“, „România literară“, „Caiete critice“ ș.a. (la primele patru dintre aceste reviste deține rubrici permanente).

## Activitate literară, festivaluri, colocvii
- Congresul Național de Poezie, Botoșani – 2004, 2007, 2009;
- Festivalul internațional „Lucian Blaga“, Cluj-Napoca – 2005–2007;
- Festivalul internațional „Serile de Literatură ale revistei «Antares»“, Galati–Brăila – 2006–2009;
- Festivalul internațional al poeților din Balcani, Brăila – 2007–2009;
- Festivalul Internațional de Poezie „Nichita Stănescu“, Ploiești – 2006–2008;
- Festivalul internațional al neoavangardei, Iași – 2006, 2008;
- Festivalul Internațional de Poezie EMIA, Deva – 2002, 2003;
- Festivalul internațional de poezie „Kilometrul 0“, Sighetul Marmației – 2001;
- Festivalul național „George Bacovia“ – 1990, 1994, 1995, 2000, 2002–2006;
- Festivalul național de poezie „Grigore Hagiu“, Târgu-Bujor – 2008, 2009;
- Colocviile de poezie și de critică de la Piatra-Neamț, 1992–1995; 2000–2004;
- Colocviul național universitar de literatură română contemporană. Universitatea „Transilvania“ din Brașov – 2006–2009;
- Zilele revistei „Convorbiri literare“ – 2000–2008;
- Zilele revistei „Poesis“, Satu-Mare – 1992–1995; 2000, 2001, 2003, 2005–2007;
- Zilele „Mihail Sadoveanu“, Piatra-Neamț–Hanu-Ancuței – 1994, 1995, 2000, 2007, 2008;
- Zilele culturii călinesciene, Onești – 2005, 2008;
- Zilele culturale ale revistei „Porto-Franco“. Galați – 2004, 2008;
- Zilele „Hortensia Papadat-Bengescu“, Galați–Ivești – 2006–2009;
- Galele APLER, Câmpina – 2007–2009.

## Afilieri, jurii literare
- Președintele juriului internațional pentru acordarea premiului „Corona Carpatică“. Festivalul de literatură româno-ucrainean. Ujgorod (Ucraina) și Satu-Mare (2003);
- Membru în juriul pentru acordarea premiului pentru cartea de debut în poezie „Opera prima“, în cadrul  „Zilelor Eminescu“. Botoșani – Ipotești (2003–2009);
- Membru în juriul Concursului Național de Poezie și interpretare critică a operei eminesciene „Porni Luceafărul”, Botoșani–Ipotești (2001–2009);
- Membru în juriul Concursului Național de Poezie „Nicolae Labiș“, Suceava – Mălini (2006–2009);
- Membru în juriul pentru acordarea Premiului Congresului Național de Poezie, Botoșani (2004, 2007, 2009);
- Membru în juriul pentru acordarea premiilor Filialei Iași a Uniunii Scriitorilor (2006–2009);
- Membru în juriul pentru acordarea premiilor Galelor Asociației Publicațiilor Literare și Editurilor din România (APLER). Câmpina (2008, 2009);
- Membru în juriul pentru nominalizare la decernarea premiilor Uniunii Scriitorilor din România (2010);
- Membru în juriul pentru acordarea Premiilor „Balcanica“ la Festivalul poeților din Balcani, Brăila (2008, 2009).
- Membru în juriul Festivalului-concurs de poezie și proză scurtă „Eusebiu Camilar–Magda Isanoș. Udești–Suceava (2003 –2009);
- Membru în juriul pentru Concursul național de proză „Radu Rosetti“, Onești (2003, 2005–2009).
- Membru în juriul Festivalului internațional de poezie de la Sighetul Marmației (2002);
- Membru în juriul pentru acordarea Premiului național de literatură „Ion Pillat“, Săveni-Botoșani, (2008);
- Membru în juriul pentru acordarea premiilor la Concursul Național de creație, interpretare și critică literară „Ș-acel rege al poeziei, vecinic tânăr și ferice, veselul Alecsandri“, Bacău (2006–2009).
- Presedintele juriului Concursul Național "Vasile Alecsandri", Bacău (2012)